# Batik Air
A Batik Air é uma empresa aérea com sede em Jacarta, na Indonésia, foi fundada em 2013 como uma subsidiária da Lion Air.

## Frota
Em janeiro de 2018:
- Airbus A320-200: 42
- Boeing 737-800: 8
- Boeing 737-900ER: 6